# 扶筐二
天龍座45，又名BD+56 2113，HD 171635、SAO 31039、HR 6978，是天龍座的一颗恒星，视星等为4.77，位于銀經86.2，銀緯24.99，其B1900.0坐标为赤經18h 30m 51s，赤緯+56° 24.99′ 8″。